# 耶路撒冷城牆

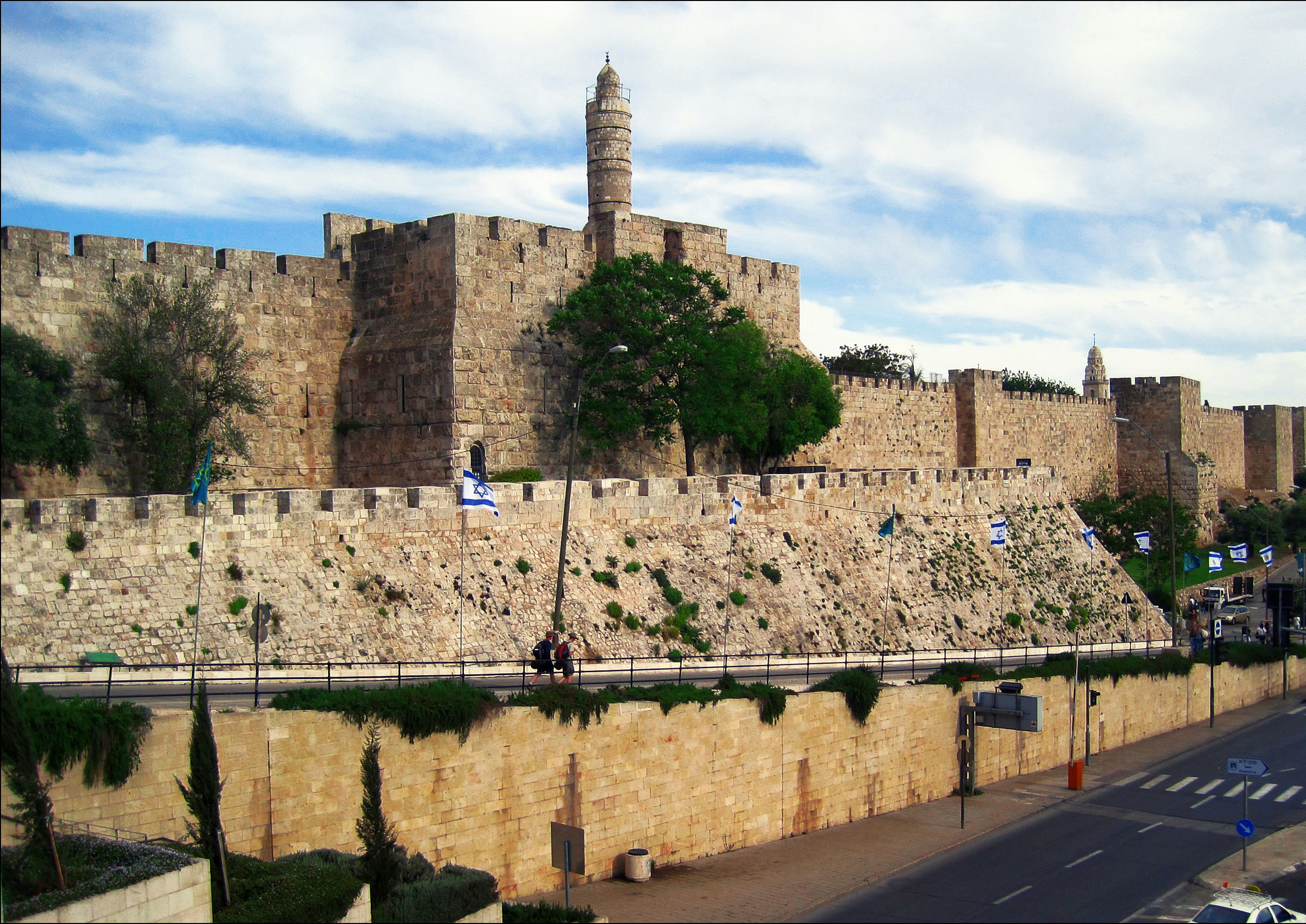
耶路撒冷城牆

耶路撒冷城牆（阿拉伯语：أسوار القدس）環繞耶路撒冷舊城。1535年，當耶路撒冷成為奧斯曼帝國的一部分時，蘇丹蘇萊曼下令重建城牆。這一工程修建於1537年至1541年之間。城牆全長4.018公里，平均高度12米，平均厚度2.5米。城牆上有34座瞭望塔和7座可通行的大門，以及兩個考古學家重新開放的小門。1981年，耶路撒冷城牆和耶路撒冷舊城一併列入世界遺產。自古以來，耶路撒冷就一直被城牆環繞。